# Distretto di Hanönü
Il distretto di Hanönü (in turco Hanönü ilçesi) è uno dei distretti della provincia di Kastamonu, in Turchia.